# Кайпира

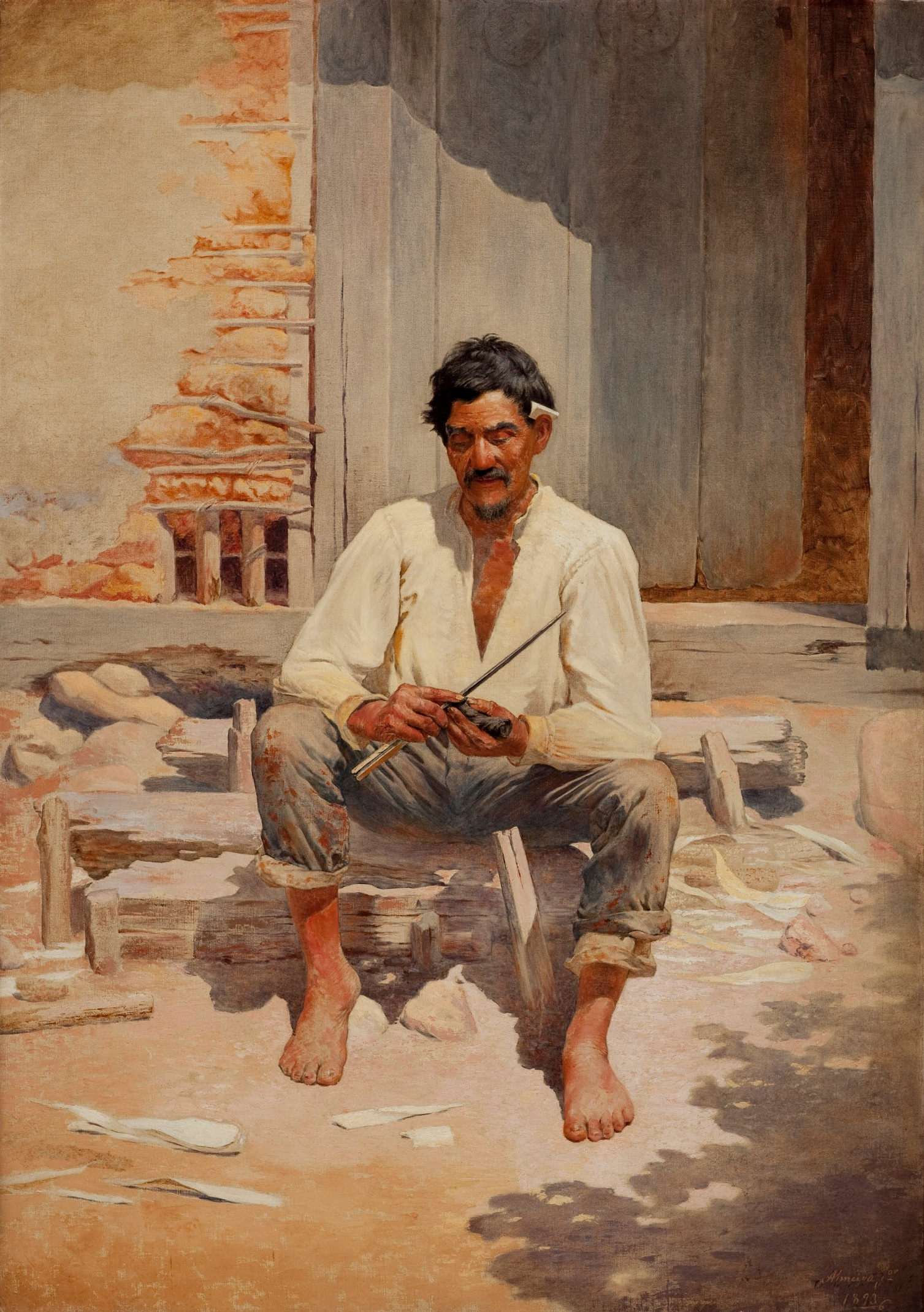
Портрет кайпира (1893), нарисованный Алмейдой Жуниором.

Кайпира (Лингва-жерал-паулиста. Caipira /kajˈpiɾɐ/) — этническая группа, проживающая в Паулистании, культурной области в Бразилия, термин «кайпира», происходящий из языка паулистов, вероятно, под влиянием терминов «kai’pira», «ka’apir», «ka’a pora» или «kopira» на языке тупи первоначально обозначали, начиная с бразильских колониальных времен, жителя сельской местности, «тот, кто открывает леса». Кайпира достигла, в основном, из-за цикла бандейризма и тропейризма, населения бывшего Капитанства Сан-Висенте (позже Капитанства Сан-Паулу), которые сегодня являются штатами Санта-Катарина, Парана, Сан-Паулу, Мату-Гросу-ду-Сул, Минас-Жерайс, Гояс, Мату-Гросу, Токантинс, Рондония и Риу-Гранди-ду-Сул, а также части юга штата Рио-де-Жанейро, такие как Парати, который был частью Сан-Паулу до 1727 года, и части Уругвай, которые были оспаривается с Испания.
Термин «кайпира» часто используется в Бразилии в уничижительном, этноцентрическом и стереотипном смысле в отношении сельского населения, как в книге «Урупес» Монтейру Лобату, где кайпира изображается как «старый вредитель», «паразит кабокло», «земельный паразит», «малозначимое», «полукочевник», «нецивилизованный», «человек, которого легко обмануть», etc.; Как и на традиционных Июньских вечеринках в Бразилии, где люди наряжаются в сельскую одежду, обычно стереотипно представляя кайпира.

## Диалект
- Кайпирский диалект